# 皓衣行
《皓衣行》，为腾讯视频、WeTV全网独播的架空古裝剧。該劇改編自肉包不吃肉所著小说《二哈和他的白貓師尊》，由何澍培导演与周家文导演以及何泓辉导演联合打造。该剧讲述了“天下第一宗师”楚晚宁（罗云熙 饰）和他的弟子墨燃（陈飞宇 饰）以守护苍生为使命，不忘入世扶道的初心，倾力消弭天裂，护佑众生的故事。該劇於2020年4月24日橫店開機，2020年9月24日殺青。 

该剧因2021年广电总局出台的新令播出时间待定。

## 播出时间
| 頻道     | 所在地   | 播出日期 | 播出時間 | 備註 |
| 腾讯视频 | 中国大陆 | 待定     |          |      |

## 故事大綱
故事发生在传说中的天裂灾难迫在眉睫的时代。蜀中有一仙门名为死生之巅，死生之巅玉衡长老楚晚寧灵力高深，号称“天下第一宗师”楚晚宁清正高洁，一直以守护人界，守备天裂为己。
在记忆中，墨燃的师姐师明净死于师尊楚晚宁的见死不救。带着记忆中对楚晚宁的怨恨，墨燃开始暗中提防楚晚宁，甚至做出了伤害楚晚宁的举动。楚晚宁面对“改变”的墨燃仍然坚持教其走正道，行正义，入世扶道的初心从不曾动摇。深陷正邪交界无法自处的墨燃，却发现了记忆中的自己不曾察觉的秘密。在接近真相的过程中楚晚宁也发现，原来墨燃的叛逆不驯另有原因。虽然真相令人痛心，但错已铸成，在真正的红尘浩劫来临之际，楚晚宁挽救苍生而死去後來墨燃重生，再次見到前世害死師昧的楚晚寧。再經過一些事件後，墨燃再次聽見了前世楚晚寧死前所說的:「是我薄你，死生不怨」。

## 演员列表

### 主要演员
| 演員   | 角色               | 介紹 |
| 罗云熙 | 楚晚寧/楚洵        | 天下第一宗师 死生之巔長老“晚夜玉衡”，座下有三名弟子。 為人清正高潔、嚴於律己，擅長結界之術、機關製作，研發夜遊神守護平民百姓。 師從懷罪，後斷絕關係。擁有三把神武：天問、懷沙、九歌。 |
| 陈飞宇 | 墨燃/墨微雨        | 楚晚寧的徒弟 法器：見鬼、不歸 隨性隨心，不守規矩，孩子心性。 |
| 陈瑶   | 師昧/師明淨/華碧楠 | 楚晚寧的徒弟 蝶骨美人席，天生靈力低微，擅長醫術製藥。 |
| 周奇   | 薛蒙/薛子明        | 楚晚寧的徒弟 自幼天資聰穎，性情驕傲嘴硬，但天性善良，少年早成，擅長格鬥，佩刀龍城。                                                                                                   |

### 其他演员
| 演員          | 角色          | 介紹 |  |
| 權沛倫        | 梅寒雪/梅含雪 | |  |
| 杨雪          | 段衣寒        | 墨燃之母 |  |
| 谢君豪        | 薛正雍        | 王初晴之夫，死生之巔掌門 |  |
| 王艳          | 王初晴        | 死生之巔掌門夫人，原孤月夜高階女弟子。生性溫柔，為人和善，年少時思慕同門師弟姜㬢，在懷有身孕後，隻身離開孤月夜，嫁與一直傾心於她的薛正雍。前世在墨燃瘋魔後，死於墨燃刀下。今生在百家圍剿死生之巔，丈夫戰死，門派被滅時，為護兒子與門下弟子安危，以性命召來鳳凰天火，最終靈力衰竭而死。 |  |
| 何中华        | 南宮柳        | |  |
| 高雄          | 怀罪          | |  |
| 崔鵬          | 徐霜林        | |  |
| 郑国霖        | 姜曦          | |  |
| 董璇          | 容夫人        | |  |
| 孫莉          | 段衣寒        | |  |
| 黄云云        | 宋秋桐        | |  |
| 胡玉梅        | 荀风弱        | |  |
| 姚弛          | 宋星移        | |  |
| 董岩磊        | 勾陈          | |  |
| 劉暢          | 陳伯寰        | |  |
| 王韵之        | 罗纤纤        | |  |
| 许梦圆/许清雅 | 繁缕          | |  |

## 电视剧歌曲
| 曲序 | 曲目           |
| ---- | -------------- |
| 1.   | 无题（片头曲） |
| 2.   | 无题（片尾曲） |
| 3.   | 无题（插曲）   |

## 相关新闻
- 2020年4月，为了防止路透图流出，剧组做了極其严格的保密工作，拉上电网与绿布。才刚开机不久就发现有几位代拍、“站姐”为了能够顺利偷拍而利用吊车、升降机及推土机，甚至躲在高台或草原里。剧组道具更遭人破坏，严重影响了拍摄进度。[5][6]